# Хајнкел He 162
Хајнкел Хе 162 Фолксјегер (  - народни ловац) је био немачки једномоторни млазни ловац уведен у наоружање Луфтвафе пред крај Другог светског рата. Званични назив за Хе 162 био је Фолксјегер, али је познат и под називом Саламандер (тајни назив пројекта) и као Спац (нем. Spatz - врабац; име које му је дао сам Хајнкел). Авион је највећим делом био направљен од дрвета зато што је метал био коришћен за производњу борбених авиона као што су Me 262 и Ар 234.

## Развој
Када је америчка 8. ваздухопловна армија обновила кампању стратешког бомбардовања Немачке, почетком 1944. године, амерички бомбардери дејстовали су под снажном ловачком заштитом.
Немачки ловци, који су до тада слободно нападали америчке бомбардере, више времена су проводили у борби са ловачком пратњом, него нападајући америчке бомбардере. Немачки ловачки авиони, који су били посебно прилагођени за напад на тешко наоружање америчке бомбардере, били су оптерећени великом количином наоружања и оклопне заштите, због чега нису имали довољне маневарске способности да се супротставе америчким Мустанзима.
Америчка бројчана надмоћ однела је превагу и немачка ловачка одбрана (Jagdwaffe) је била разбијена до краја априла 1944. године. Немачка Луфтвафе је до те мере била ослабљена да више није могла ефикасно да се супротстави савезничкој авијацији која је слободно нападала немачке аеродроме и линије за снабдевање. Снабдевање горивом и резервним деловима је постало изузетно отежано због чега је било скоро немогуће одржати потребан ниво борбене готовости.
Оваква ситуација је захтевала хитно решење. О том питању у Луфтвафе су се издвојиле две струје.
Прва струја, коју је предводио генерал ловачке авијације (General der Jäger) Адолф Галанд, сматрала је да недостатак авиона мора да буде надокнађен супериорном технологијом и захтевала је да целокупни производни капацитети немачке авио-индустрије буду усмерени на прозводњу млазног ловца Месершмит Me 262, па макар то значило смањење производње других типова авиона.
Насупрот овом мишљењу, друга струја у Луфтвафе истицала је да повећана производња непоузданих Me 262 неће решити проблем логистике и да би услед недостатка горива и резервних делова нови авиони само бескорисно стајали на аеродромима. Ова струја сматрала је да се мора приступити изради пројекта лаког ловца који ће бити толико јефтин да би, у случају квара или оштећења било јефтиније расходовати га, него сервисирати.
Галанд и његови истомишљеници били су против идеје о пројектовању лаког ловца, али су рајхсмаршал Херман Геринг и министар наоружања Алберт Шпер били одушевљени овом идејом. Нимало неочекивано, Герингово и Шперово мишљење је однело превагу и расписан је конкурс за израду лаког једномоторног ловачког авиона који би био јефтин за израду и који би брзо могао да уђе у масовну производњу. Конкурс је објављен под именом Volksjäger (Народни ловац).
Конкурсом је била предвиђена израда пројекта ловачког авиона једноседа којег је требало да погони један мотор БМВ 003. Млазњак је требало да буде израђен од једноставних делова направљених од дрвета и од других доступних материјала, а процес производње је требало да буде поједностављен како би у његовој производњи могла да учествује нестручна радна снага. Спецификацијом је било предвиђено да ловац не сме бити тежи од две тоне, иако је већина ловаца тог времена била тешка скоро четири тоне. Максимална брзина је требало да износи 750 km/h на нивоу мора, трајање оперативног лета од најмање пола сата и полетна стаза не дужа од 500 m. Наоружање је требало да чине два топа МГ 151 калибра 20 , са по 100 граната или два топа МК 108 калибра 30 mm са по 50 граната. Међутим, најважнији захтев који је био предвиђен спецификацијом била је једноставност управљања. Фолксјегер је морао да буде једноставан за летење како би њиме могли да управљају и пилоти једрилица као и пилоти на обуци.
Конкурс је објављен 10. септембра 1944. године. Основни пројекат је морао да буде предат у року од 10 дана, а серијска производња је морала да почне 1. јануара 1945. год.

## Опис
Пошто би победник на конкурсу добио велику наруџбину, скоро сваки од немачких произвођача авиона био је заинтересован да у њему учествује. Међутим, Хајнкел је годину дана раније већ започео радове на читавом низу „папирних пројеката“ лаког једномоторног ловца под ознаком П.1073, под руководством професора Бенца и израдио је више модела који су већ били тестирани у ваздушном тунелу. Иако су неки од предложених конкурентских пројеката били технички супериорнији, Хајнкелов рани старт унапред је одлучио исход конкурса. Резултати конкурса објављени су у октобру 1944. само три недеље након расписивања, а победник је, према очекивањима био Хајнкел. У циљу обмањивања савезничке обавештајне мреже, РЛМ је одлучила да искористи стару ознаку 8-162 (која је првобитно била предвиђена за брзи Месершмитов бомбардер) уместо друге предложене ознаке Хе 500.
Нови Хајнкел дизајн личио је на мали спортски авион глатких линија са аеродинамички обликованим трупом, са једним мотором БМВ 003 постављеним у гондоли са горње стране трупа и са двоструким репним површинама. Нови авион имао је високо постављено крило са плитким дихедралима, седиште за катапултирање за пилота и стајни трап на увлачење типа трицикл. Први прототип је полетео у невероватно кратком року: дизајн је изабран 25. септембра, а први авион је полетео 6. децембра, само 90 дана касније. Успех је постигнут упркос чињеници да је фабрика у Вуперталу, која је производила лепак за шперплочу, Тего-филм бомбардована од стране британског РАФ.
Први лет Хе 162 В1, са капетаном Готардом Петером за командама, био је релативно успешан, али је при брзини од 840 km/h, лепак који је држао поклопац на отвору носног точка попустио, због чега је пилот био принуђен да приземљи авион. Током пробног лета уочени су и други недостаци као што су хоризонтална нестабилност и проблем са бочним отклоном што је било последица решења примењеног при конструкцији вертикалног кормила правца. Ни један од наведених недостатака није озбиљно схваћен. Током другог пробног лета одржаног пред високим нацистичким званичницима, 10. децембра 1944, прототип којим је управљао капетан Петер остао је без крила када је попустио лепак и срушио се, а пилот је погинуо.
Истрага поводом удеса утврдила је да конструкција крила морала бити ојачана и прилагођена великим брзинама, као и да је лепак који је коришћен за лепљење дрвета у највећем броју случајева био лошег квалитета, али је распоред био толико тесан да је тестирање било настављено без неких измена у пројекту. Приликом тестирања другог прототипа 22. децембра 1944. максимална брзина лета била је ограничена на 500 km/h. Овог пута до изражаја су дошли озбиљни проблеми са стабилношћу авиона који су се могли отклонити смањењем дехидрала. Међутим, авион је требало да уће у масовну производњу у року од неколико недеља због чега није било времена за нове измене у дизајну. Уместо тога у дизајн је унет читав низ мањих измена као што је додатак оловног баласта у нос авиона како би се центар равнотеже померио ближе предњем делу авиона и незнатно су повећане репне површине.
Два прототипа са ојачаним крилима полетела су 16. јануара 1945. Ове верзије су такође имале мала закривљења на крајевима крила како би се побољшала његова стабилност. Оба прототипа у ловачко-бомбардерској варијанти Хе 162 А-1 била су наоружана топовима МК 108, али је повратни трзај ових топова био превише јак за лаки труп авиона због чега су планови за производњу окренути ка ловачкој верзији А-2 наоружаној са два топа МГ 151/20, док је ојачање трупа почело тек са верзијом А-3.
Разне измене довеле су до повећања укупне тежине авиона која је прешла првобитно ограничење од 2 тоне, али је чак и са тежином од 2.800 kg Хе 162 још увек био најбржи млазни авион у ваздуху постигавши максималну брзину од 890 km/h на нивоу мора и 905 km/h на висини од 6.000 m.

## Борбена употреба
У јануару 1945. Луфтвафе је формирала експерименталну јединицу 162 (Erprobungskommando 162) којој је испоручено 46 авиона овог типа. Јединица је била базирана у Луфтвафе испитном центру у Релину и често се наводи да је њен командант био Хајнц Бар. Бар је био један од најискуснијих немачких пилота ловаца који је постигао преко 200 ваздушних победа од којих 16 летећи на Me 262 као командант оперативне јединице за обуку III/EJG 2. Ипак, Баров службени досије не потврђује његово присуство у испитној јединице 162 нити је у њему забележено да је икада летео на Хе 162.
У фебруару исте године Хе 162 је испоручен првој оперативној јединици, I./JG1 која је до тада летела на ловцима Фоке-Вулф Fw 190А. I./JG1 је пребачена у Пархим, у близини Хајнкелове фабрике у Маријенехеу, где су пилоти могли да добију нове авионе и да већ почетком марта започну интензивну обуку на њима упркос колапсу немачког логистичког система и недостатку горива што је све било последица интензивног савезничког бомбардовања из ваздуха. 7. априла Ратно ваздухопловство Америчке армије је бомбардовало аеродром код Пархима. У нападу у којем је учествовало 134 бомбардера B-17 Летећа тврђава, аеродром је претрпео озбиљна оштећења. Два дана касније I./JG1 је пребачена на аеродром у близини Лудвигслуста, да би само недељу дана касније била поново пребачена на аеродром Лек, у близини границе са Данском. У међувремену је II./JG1 8. априла пребачена у Маријенехе где је започела конверзију са Fw 190А на Хе 162. III./JG1 је такође требало да изврши конверзију на Хе 162 али је група расформирана 24. априла, а њено људство је искоришћено за попуну других јединица.
Хе 162 је коначно ступио у борбу средином априла. 19. априла заробљени пилот РАФ је приликом испитивања рекао да га је оборио немачки млазни авион налик на Хе 162. Хе 162 и пилот су такође били уништени од стране британског Хокер темпеста. Иако још увек на обуци I./JG1 је постигла неколико победа у периоду од почетка до средине априла али је у истом периоду изгубила тринаест авиона и десет пилота. Десет авиона је изгубљено због кварова и техничких недостатака, а само три су оборена. Мала дужина трајања лета Хе 162, која је због мале количине горива износила највише 30 минута била је још један од узрока великог процента губитака. Најмање два пилота JG1 погинула су приликом принудног слетања због недостатка горива.
Последњих дана априла, због приближавања Совјета, II./JG1 је евакуисана из Маријенехеа и придружила се 2. маја I./JG1 на аеродрому Лек. Сви авиони JG1 приземљени су 5. маја 1945. када је немачки адмирал Фон Фридебург потписао предају свих немачких снага у Холандији, северозападној Немачкој и Данској. 6. маја савезничке снаге стигле су до аеродрома Лек где су им преостали примерци Хе 162 предати у неоштећеном стању да би затим били упућени у САД, Велику Британију, Француску и СССР на даље испитивање. Ловци експерименталне команде 162, који су неколико недеља раније пребачени у елитну ловачку јединицу JV 44 под командом Адолфа Галанда, уништени су на земљи од стране њихових посада како не би пали савезницима у руке. У тренутку немачке безусловне капитулације, 8. маја 1945. 120 Хе 162 је било испоручено немачким јединицама, 200 готових примерака је чекало на испоруку, а у различитим процесима производње налазило се још око 600 примерака овог авиона.
Проблеми у оперативној употреби Хе 162 били су углавном последица брзог увођења у процес производње и нису били директна последица дизајна самог авиона. Један од искусних пилота Луфтвафе који је летео на њему рекао је да је Хе 162 „првокласни борбени авион“. Његово мишљење подржао је и Ерик Браун из Америчке ваздухопловне федерације који је тестрао Хе 162 након рата, а затим је наставио да лети на њему забаве ради. Браун је сматрао да је Хе 162 веома захвалан за летење, али да су га његове преосетљиве команде чиниле неподесним за неискусне пилоте. У књизи „Крила Луфтвафе“ дао је опис својих летова на Хе 162 који ће касније бити често цитиран и објављиван у различитим медијима. Браун је био упозорен да не излаже вертикалне репне површине превеликом напору због великог броја отказа током лета, али исто упозорење очигледно није било упућено пилоту РАФ који је летео на Хе 162 током аеро-митинга у Фарнбороу. Авион се срушио након што му је отпао један ветикалац, а пилот је погинуо.

## Варијанте
- Хе 162 А-0 - првих десет прототипова.
- Хе 162 А-1 - наоружан са два топа МК 108 калибра 30 mm, са по 50 граната сваки.
- Хе 162 А-2 - наоружан са два топа МГ 151/20 калибра 20 , са по 120 граната сваки.
- Хе 162 А-3 - предложена модификација са ојачаним носним делом за два топа МК 108.
- Хе 162 А-8 - предложена модификација са јачим мотором Јумо 004Д-4.
- Хе 162 B-1 - предложене модификације за 1946. године које су обухватале нови турбоџет мотор Хајнкел Хирт ХеС 011А, продужени труп са повећаним капацитетом резервоара за гориво, већи распон крила са класичним дехидралима. Требало је да буде наоружан са два топа МК 108.
- Хе 162Ц - преложена модификација са трупом Б серије, мотором Хајнкел Хирт ХеС 011А, стреластим крилима, новим репним површинама у облику латиничног слова В и да топа МК 108 у конфигурацији Шраге музик.
- Хе 162Д - предложена модификација са конфигурацијом сличном моделима Ц серије и са крилима закошеним унапред.
- Хе 162Е - Хе 162А опремљен комбинованим мотором БМВ 003Р насталим спајањем млазног мотора БМВ 003А и ракетног мотора БМВ 718 на течно гориво. Направљен је најмање један прототип овог авиона који је тестиран у лету.
- Хе 162С - двоседа једрилица за обуку пилота.